# 泽普站
泽普站（维吾尔语：پوسكام بېكىتى，拉丁维文：Poskam bëkiti），位于中华人民共和国新疆维吾尔自治区喀什地区泽普县，是喀和铁路上的火车站，建于2010年，由乌鲁木齐铁路局喀什车务段管辖。

## 車站周邊
- 吐和高速公路

## 歷史
- 建于2010年。

## 外部連結
- 中国铁路客户服务中心 （页面存档备份，存于）